# Les Trois Christs (film)
Pour l’article homonyme, voir Les Trois Christs.
Pour plus de détails, voir Fiche technique et Distribution.
Les Trois Christs (en anglais Three Christs ou State of Mind) est un film dramatique américain réalisé en 2017 , co-produit et co-écrit par Jon Avnet. Il a été projeté dans la section Gala Presentations du Festival international du film de Toronto 2017,,.
Le film est une adaptation du livre Les Trois Christs d'Ypsilanti, publié en 1964 par Milton Rokeach. Il s'agit d'une étude de cas psychiatrique sur trois patients dont les délires schizophréniques paranoïaques font croire à chacun qu'il est Jésus-Christ.

## Synopsis
Le docteur Alan Stone, un psychologue progressiste et idéaliste, quitte l'Université de New York en 1954 pour travailler directement avec les patients de l'hôpital psychiatrique d'Ypsilanti. Il se concentre sur les patients schizophrènes et s'oppose aux pratiques de traitement courantes dans les années 1950. En effet, à cette époque, les personnes atteintes de maladies mentales étaient pour la plupart enfermées dans des institutions et soumises à une sédation en cas de besoin. Les traitements par électrochocs et insuline étaient couramment utilisés, tandis que la thérapie par la parole était encore marginale.
Lors de son travail à Ypsilanti, Stone rencontre deux patients qui pensent être Jésus-Christ : l'intellectuel nain Joseph Cassell et le bourru Clyde Benson. Cette coïncidence pousse le psychologue à concevoir un programme thérapeutique de groupe par la parole. Il fait transférer un autre patient, Leon Gabor, à Ypsilanti qui croit également être le Christ. Il réunit les trois hommes pour étudier leurs comportements et découvre que les problèmes des trois patients sont complètement différents. Gabor a souffert toute sa vie des comportements de rejet de sa mère profondément religieuse, et a également été violé à de multiples reprises par un homme qu'il avait rencontré alors qu'il était soldat. Benson n'a pas pu faire face à la mort de sa femme bien-aimée à la suite d'un avortement. Cassell, quant à lui, est sujet aux explosions de colère. Depuis son admission dans l'établissement, il a été traité à plusieurs reprises avec des décharges électriques, ce qui lui a laissé une grande peur de perdre sa santé mentale.
Malgré le scepticisme de nombreux collègues, dont le chef de l'institution, le Dr Orbus, Stone adopte un protocole différent en renonçant complètement aux châtiments corporels. Il parvient à faire réagir les patients en leur parlant et en leur remettant des lettres signées du Dr Orbus, mais écrites par son assistante et lui-même. Lorsqu'il fait la couverture d'un magazine professionnel grâce à sa nouvelle approche, le Dr Orbus devient jaloux de Stone. Orbus cherche la notoriété et lui enjoint de l'impliquer dans le programme. Stone réagit avec réserve, mais Orbus décide de l'ignorer.
Orbus rencontre Cassell seul dans son bureau pour un entretien, et lui révèle que Stone a écrit les lettres qu'il a reçues au nom d'Orbus. Cassell se sent trahi par Stone et a peur de continuer le travail avec Orbus. Il comprend que tous ses efforts n'ont servi à rien et qu'il n'a aucune chance de quitter la clinique. De colère, il devient agressif, et Orbus lui inflige une nouvelle séance de décharges électriques. Stone se précipite et tente d'arrêter les chocs, mais est finalement incapable de le faire. Il est blessé en tentant d'arrêter un médecin, et Orbus le fait expulser de l'établissement.
Orbus prend alors en charge les patients, mais Cassell a remarqué que Stone voulait le sauver et qu'il a disparu. Cassell ne fait plus confiance à Orbus, comprenant que ce dernier va s'imposer autoritairement et lui infliger de nouvelles souffrances. Cassell propose alors une conversation en tête-à-tête dans le clocher de la chapelle à Orbus. Lors de cet échange, Cassell annonce qu'il se sacrifie pour laver les péchés d'Orbus, saute par la fenêtre et meurt. Une audience disciplinaire est organisée pour confronter Stone et Orbus. Stone accuse Orbus d'avoir pris des décisions négligentes et décode les dernières paroles de Cassell, qui s'est suicidé pour être libre, mais a surtout donné sa vie pour justifier les péchés d'Orbus, comme Jésus l'a fait pour les péchés de l'humanité.
L'audience se termine par le renvoi de Stone. Cependant, il obtient tout de même la permission et les fonds pour poursuivre son étude à New York, y compris les deux patients restants. Quant à Orbus, il reste à son poste, mais tous ses pouvoirs de décision lui sont retirés, et il est forcé de prendre sa retraite six mois plus tard. Le film se conclut avec une réflexion apportée par Stone en voix off. Bien que son approche thérapeutique n'ait pas été efficace pour ses patients, elle l'aura été pour lui-même. Dans la dernière scène, Stone s'assied sur le siège de Cassell et entame une partie de cartes avec les deux autres patients qui se prennent pour Jésus.

## Fiche technique
- Réalisation : Jon Avnet
- Scénario : Jon Avnet, Eric Nazarian
- Production : Brooklyn Films
- Musique : Jeff Russo
- Durée : 109 minutes
- Dates de sortie : 
  - Canada : 2017 (Festival international du film de Toronto)
  - États-Unis : 3 janvier 2020
  - France : 21 novembre 2020 (en VOD)

## Distribution
- Richard Gere (VF : Richard Darbois) : Dr Alan Stone
- Julianna Margulies : Ruth Stone
- Peter Dinklage (VF : Constantin Pappas) : Joseph Cassel
- Walton Goggins (VF : Laurent Maurel) : Léon Gabor
- Bradley Whitford (VF : Nicolas Marié) : Clyde Benson
- Kevin Pollak (VF : Michel Dodane) : Dr Eldrich Orbus
- Charlotte Hope (VF : Flora Kaprielian) : Becky Henderson
- Stephen Root : Dr Bill Rogers
- Jane Alexander (VF : Marie-Martine (actrice)) : Dr Abrams
- James Monroe Iglehart : Benny
- Julian Acosta : Dr Francisco
- Danny Deferrari : Neil
- Chris Bannow : Louis
- Kathryn Leigh Scott : Victoria Rogers
- Christina Scherer : Carolyn
- Nancy Robinette : Mme. Gabor
- Ripley Sobo dans le rôle de Molly Stone

## Tournage
Le tournage du film Les Trois Christs a commencé à New York à l'été 2016. Trois courtes scènes, tournées dans le centre-ville d'Ypsilanti, ont été incluses dans le film.

## Sortie
Le film a été présenté en première mondiale dans la section Gala Presentations du Festival international du film de Toronto 2017,,. Il est sorti en salles et distribué en VOD par IFC Films le 10 janvier 2020,. Il est proposé à la location (sous le nom State of Mind) sur la plateforme Prime Vidéo en France (mise à jour : décembre 2022).

## Accueil critique
Sur l'agrégateur de critiques Rotten Tomatoes, le film détient un taux d'approbation de 43 % sur la base de 46 critiques, avec une note moyenne de 5,20/10. Le consensus des critiques du site se résume par ce verbatim : « Les Trois Christs est loin d'être un gâchis, mais ce drame basé sur une histoire vraie ne permet pas à sa distribution de montrer son talent à travers la façon décevante et facile de traiter des thèmes pourtant intéressants ». Sur Metacritic, le film a une note moyenne pondérée de 39 sur 100, basée sur 19 critiques, indiquant « des critiques généralement défavorables ». Sur Sens Critique, le film obtient la note de 6,1 sur 10 avec 66 notations.